# Navanethem Pillay
Navanethem "Navi" Pillay, född 23 september 1941 i Durban, Sydafrika, är en sydafrikansk domare, som mellan 2008 och 2014 var högkommissarie för mänskliga rättigheter i FN:s generalförsamling.
Pillay föddes i ett fattigt indiskt område i Durban, och tillhör Sydafrikas tamilska minoritet. Hon studerade vid Natal University och Harvard, och blev 1967 den första kvinnan i Natal som öppnade en juridikfirma. 1995 blev hon domare i Sydafrikas högsta domstol, som den första icke-vita kvinnan. Hon tjänstgjorde som domare i Internationella Rwandatribunalen i åtta år, och under fyra av dessa var hon dess president.
I februari 2003 valdes Pillay till en av de arton domarna i Internationella brottmålsdomstolen i Haag. Den 28 juli 2008 utsågs hon av Ban Ki-moon till ny högkommissarie för mänskliga rättigheter i FN:s generalförsamling. Hon ersatte Louise Arbour.